# Ketchapp
Ketchapp és una empresa de videojocs coneguda per jocs com 2048, Spinner, Dotspinner; entre d'altres. Els seus jocs acostumen a ser gratuits, i estan disponibles tant per iOS com Android. Ketchapp es va fundar el 2014 per Michel Morcos, Antoine Morcos a Paris.
Més tard aquesta companyia va ser adquirida per Ubisoft una empresa de Videojocs més gran. Ketchapp s'ha fet famosa per refer joc "tradicionals o populars" a més nous i més entretinguts.